# كرسي أسقفية

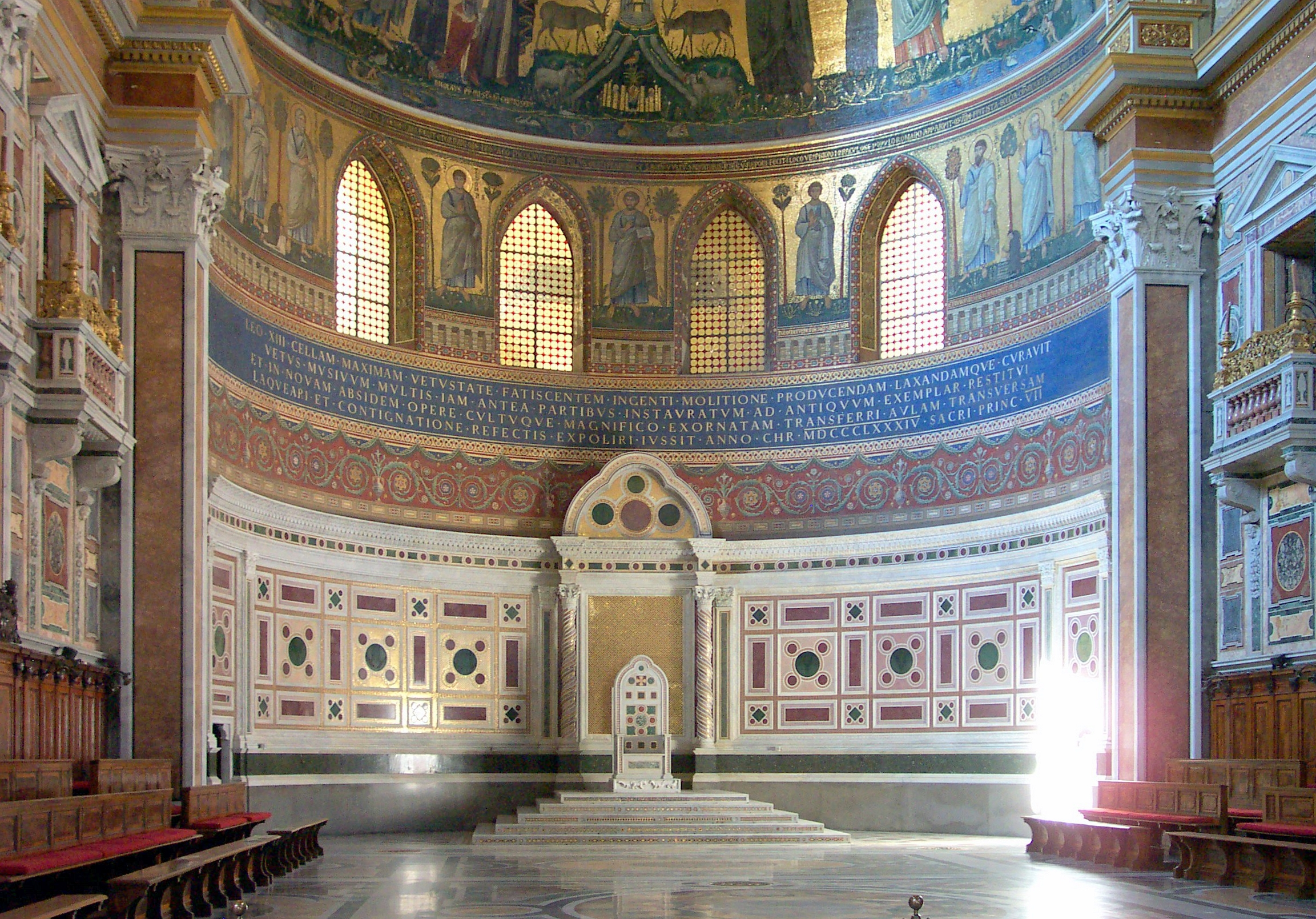
كرسي أو عرش أسقف روما في كاتدرائية القديس يوحنا اللاتراني

كرسي الأسقفية، بالمعنى المعتاد لهذا المصطلح هو منطقة نفوذ القضاء الكنسي للأسقف.
العبارات المتعلقة بالأفعال التي تحدث داخل أو خارج كرسي الأسقفية لها دلالة على أهمية المصطلح الجغرافية، مما يجعله مرادفًا للأبرشية.
مصطلح «كرسي» (بالإنجليزية: see)‏ مشتق من كلمة sedes اللاتينية، وهي بمعناها الأصلي ترمز للمقعد أو الكرسي، ومع الأسقف هنا ترمز لسلطته. يُعرف هذا الكرسي الرمزي أيضًا باسم عرش الأسقف. والكنيسة التي وُضع فيها تسمى كاتدرائية الأسقف، من التعبير اللاتيني "ecclesia cathedralis"، أي كاتدرائية الكنيسة. تستخدم كلمة العرش أيضًا، خاصة في الكنيسة الأرثوذكسية الشرقية، لكل من الكرسي ومنطقة الولاية الكنسية.
يستخدم مصطلح «كرسي» (بالإنجليزية: see)‏ أيضًا للمدينة التي تقع فيها الكاتدرائية أو مقر إقامة الأسقف.

## روابط خارجية
- See . Encyclopædia Britannica (11th ed.). 1911.